# Salvador Rivas Goday
Salvador Rivas Goday (1 de diciembre de 1905, Madrid-16 de febrero de 1981, ibíd.) fue un botánico y fitogeógrafo español. Su hijo es el también botánico y farmacéutico Salvador Rivas Martínez.

## Biografía
Estudia Farmacia obteniendo la licenciatura con "premio extraordinario" en 1925 y su doctorado en 1926.
En 1927 se enlista en el "Cuerpo de Farmacéuticos Militares", hasta 1928, cuando gana por oposición el cargo de Profesor Químico en el "Laboratorio Municipal de Higiene de Madrid".
En los años 1930 ingresa en la Facultad de Farmacia de la Universidad Complutense de Madrid como Ayudante de Trabajos Prácticos, luego fue Auxiliar de Trabajos Prácticos.
En 1942, accede a la Cátedra de Botánica, en la Universidad de Granada y, opositando en 1943, llega a la homónima en la Facultad de Farmacia de Madrid, hasta su retiro en 1975.
Fue investigador del Consejo Superior de Investigaciones Científicas, como jefe de Sección Botánica del Instituto José Celestino Mutis", de 1943 a 1946; secretario de 1948 a 1950; y Director de 1950 a 1975, todos en el Instituto Botánico Antonio José de Cavanilles.

## Honores
Perteneció a numerosas Asociaciones científicas:
- Miembro titular honorario de la Academia Nacional de Farmacia de la República de los Estados Unidos de Brasil, 1935
- Presidente de la Real Sociedad Española de Historia Natural, 1954-1955
- Académico de Número de la Real Academia Nacional de Farmacia y del Instituto de España desde 1945
- Académico correspondiente de la Academia Colombiana de Ciencias Exactas, Físico-Químicas y Naturales, 1957
- Académico del Instituto Ecuatoriano de Ciencias Naturales, 1971
- A título póstumo, se ha inaugurado un parque, en el Barrio de Chamberí, con su nombre, 2025

### Eponimia
- (Asteraceae) Carduus rivasgodayanus Devesa & Talavera[1]

- (Crassulaceae) Sedum rivasgodayi A.Segura[2]

- (Fabaceae) Genista × rivasgodayana J.Andrés & Llamas[3]

- (Fabaceae) Ulex rivasgodayanus (Cubas) Cabezudo & Pérez Lat.[4]

- (Rhamnaceae) Rhamnus oleoides L. subsp. rivasgodayana Rivas Mart. & J. M. Pizarro[5]

## Obra
- 1957. Aportaciones a la fitosociología hispánica (Proyectos de comunidades hispánicas). An. Inst. Bot. Cavanilles
- 1960. Contribución al estudio de la Quercetea ilicis hispánica. An. Inst. Bot. Cavanilles
- 1969. Centaurea linaresii, Láz. "Centaura Mayor" dedicada por Lázaro e Ibiza al naturalista González de Linares, primer maestro de Rodríguez Carracido. Libro homenaje al prof. D. Obdulio Fernández y Rodríguez por el 50.º de su ingreso en la Real Academia de Ciencias Exactas, Físicas y Naturales, pp. 481-486
- 1971. Vegetación potencial de la provincia de Granada. Botanica complutensis, ISSN 0214-4565, N.º 4, pp. 3-83. Texto completo
- 1979. En coautoría con Manuel Gómez-Serranillos Fernández. Plantas superiores con acción antitumoral. Madrid, Instituto de España, Real Academia de Farmacia. ISBN 84-600-1431-2
- En coautoría con T.M. Losa y J.M. Muñoz. Botánica Descriptiva

- La abreviatura «Rivas Goday» se emplea para indicar a Salvador Rivas Goday como autoridad en la descripción y clasificación científica de los vegetales.[6]